# 시미즈 아이

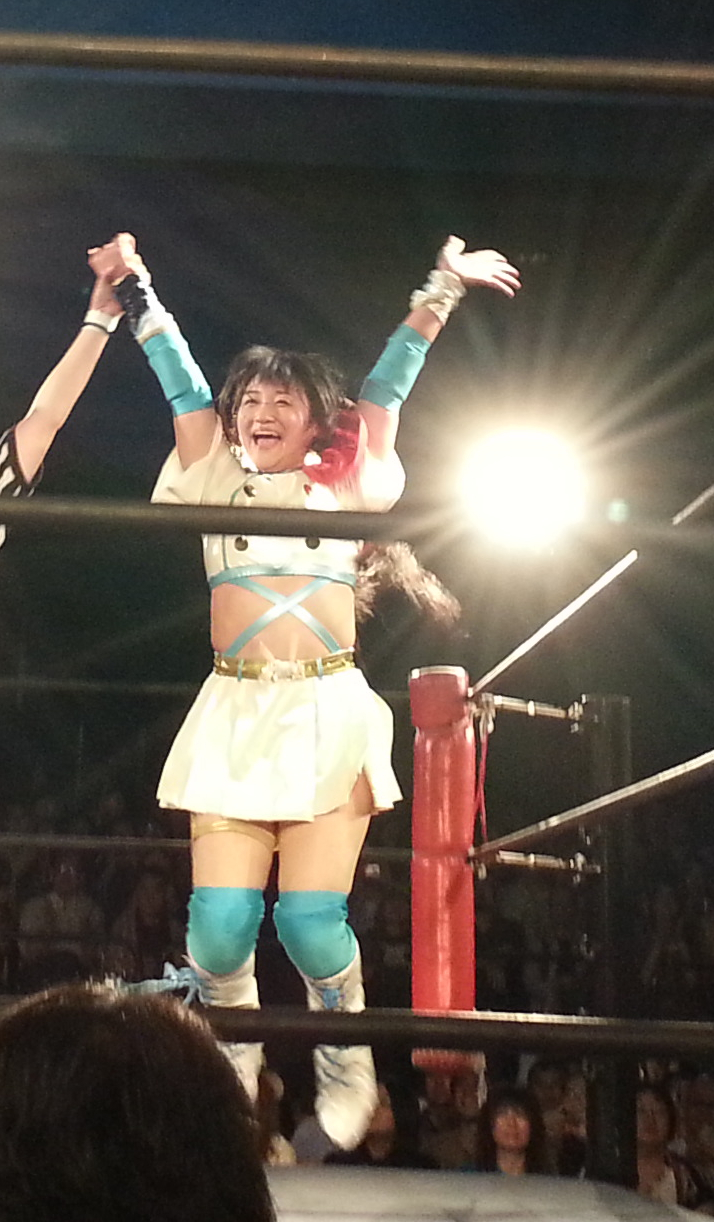

시미즈 아이(淸水 愛, 1981년 3월 26일 ~ )는 일본의 성우이다. 소속사무소는 81 프로듀스에서 현재, 도쿄 배우 생활 협동조합에 소속중이다.

## 내력
- 특유의 목소리로 여동생 캐릭터를 연기하는데에는 정평이 나있다.
- 일명 로리패션을 즐기며 코스프레도 종종 선보이고는 한다.
- 귀염성있는 얼굴에 비해 팔이 굵어(본인은 학생시절 운동 때문이라고 주장함)팬들을 놀라게 했다.
- 앨범도 발매하고는 하는데 그녀의 독특한 음악세계와 초현실주의적 PV는 이미 유명하다.
- 동료 성우 나카하라 마이와 유닛 Poppins로 활동하고 있다.

## 출연작

### TV 애니메이션
2002년
- 마호로매틱(안도 미나와)
- 간호마녀 코무기쨩 매지카르테 (본키치)
- 사이킥 아카데미 - 황라만상 (캘)
- 아침 안개의 무녀 (히에다 유즈)
- 히트 가이 제이 (모니카 가브리엘)

2003년
- 라임색 전기담(사나다 모멘)
- 오네가이☆트윈즈(오노데라 카린)
- 무적뱅커 크로켓 (드롭 & 캔디)
- 야미와 모자와 책의 여행자 (코게치비)
- 야미와 모자와 책의 여행자 (아즈마 하츠미)
- 원더바 스타일 (키쿠 8호)

2004년
- DearS(렌)
- 마법소녀 리리컬 나노하(츠키무라 스즈카)
- GIRLS 브라보 시리즈 (하카나)
- W ~위시~ (토오노 센나)
- 마이 히메 (미나기 미코토)
- 이 추하고도 아름다운 세계 (아카리)

2005년
- 마법소녀 리리컬 나노하 A'S(츠키무라 스즈카)
- 이 사람이 나의 주인님(사와타리 미츠키)
- 절대소년 (운노 시오네)
- 딸기 100% (하시모토 치나미)
- 마이 오토메 (미코토)
- 메르~헤븐~ (코유키 / 스노우)
- 사모님은마법소녀 (쿠레나이 사야카)
- 아키호리 사토루 외도 아워 러브게 (요시즈미 아이미)
- 절대소년 (운노 시오네)

2006년
- 디 그레이맨 (로드 카멜롯)
- 도키메키 메모리얼 Only Love (요시노 츠바키)
- 만담천녀 오유이 (코이사카와 스즈)
- 사신의 발라드 (다니엘)
- 여고생 Girl's High (스즈키 모모카)
- Gift~eternal rainbow~ (후카미네 리코)
- 스트로베리 패닉 (효가 키즈나)
- 스트로베리 패닉 (스즈미 타마오)
- 그늘에서 지킨다! (핫토리 야마메)
- 마모루군에게 여신의 축복을! (요시무라 이츠미)
- 만담천녀 오유이 (코이시카와 스즈)
- 사신의 발라드 (다니엘)
- 열쇠공주 이야기 영원의 앨리스 윤무곡 (아리스가와 아리스)

2007년
- sola(이시즈키 코요리)
- 건강 전라계 수영부 우미쇼 (이쿠타 마키)
- 괴물왕녀 (셔우드)
- 아야카시 (팜 웰느 아사쿠라)
- 엘 카자드 (에리스)
- 해피해피 클로버 (쿠루리 씨)

2008년
- 하야테처럼!(여자 유령)
- 광란가족일기 (류코지 쓰바키)
- 절대가련 칠드런 (이누가미 하츠네)

2009년
- 마호로매틱 특별편 다녀왔어요 ◇ 어서와요 (안도 미나와)
- 학생회의 일존 (토도 에리스)
- 티어즈 투 티아라 (에르민)
- 사키 (쿠니히로 하지메)
- 파이트 일발! 충전짱!! (크란 션트)
- 쥬얼 펫 (산고)

2010년
- 쥬얼펫 트윙클 (산고)
- 성흔의 퀘이사 (리지)

2011년
- 쥬얼펫 선샤인 (산고)
- 마징카이저 SKL (미스티)
- 이것은 좀비입니까 (대선생(아리엘))
- 크로스파이트 비드맨 (텐포인 루리)

### 극장용 애니메이션
2009년
- 마호로매틱 특별편(안도 미나와)

### OVA
2002년
- 코스프레 컴플렉스(이마이 아테나)

2004년
- 메모리즈 오프 3.5~추억의 저편으로~(카시마 네오)

2006년
- 마이 오토메 츠바이(미코토)

2007년
- 초겨울의 따뜻한 날씨(사쿠야)

2011년
- 마징카이저 SKL(미스티)

### 인터넷
2002년
- 사이킥 아카데미 -황라만상- (캘)

### 라디오
- 오네가이 트윈즈 미즈호 선생님과 벌꿀 트윈즈 - 이노우에 키쿠코, 나카하라 마이와 공동진행.
- DearS×DearS - 나카하라 마이와 공동진행.
- 마이히메 라디오 후우카학교 방송부 - 나카하라 마이, 치바 사에코와 공동진행.
- 주간 아니메프레스 그가 오늘밤의 주인님 - 우에다 카나와 공동진행.
- 라디오닷아이 메메모다 예예오~! - 신타니 료코, 사카모토 미사토와 공동진행.
- 아이와 카오루의 러브페로몬! - 사사지마 카오루와 공동진행.
- 전격G's라디오 스트로베리 패닉!~언니와 딸기 상담~ - 나카하라 마이와 공동진행.
- 소라이로라디오 - 혼다 요코와 공동진행.
- 아이와 마모루의 주간 엘 카자드 통신! - 미야노 마모루와 공동진행.
- 라디오 마호로매틱 잘 돌아왔어요, 마호로 씨 - 카와스미 아야코와 공동진행. (인터넷 라디오, 2009년 10월 2일 - )